# Akropolis-Turnier 1993
Die siebte Auflage des Akropolis-Basketball-Turniers 1993 fand zwischen dem 9. und 11. Juni 1993 in Piräus statt. Ausgetragen wurden die insgesamt sechs Spiele im Stadion des Friedens und der Freundschaft.
Neben der gastgebenden Griechischen Nationalmannschaft nahmen auch die Nationalmannschaften aus Bulgarien und eine Auswahl aus den Vereinigten Staaten teil. Das Teilnehmerfeld komplettierte die russische Nationalmannschaft die nur Wochen später bei der Europameisterschaft in Deutschland die Silbermedaille erreichen konnte.

## Begegnungen
| 8. Juni 1993  | Griechenland | 95 - 81  | Bulgarien          |
| 8. Juni 1993  | Russland     | 84 - 82  | Vereinigte Staaten |
| 9. Juni 1993  | Griechenland | 108 - 89 | Russland           |
| 9. Juni 1993  | Bulgarien    | 85 - 76  | Vereinigte Staaten |
| 10. Juni 1993 | Griechenland | 74 - 52  | Vereinigte Staaten |
| 10. Juni 1993 | Bulgarien    | 87 - 78  | Russland           |

## Tabelle
| Rang | Land               | Punkte | Körbe   |
| ---- | ------------------ | ------ | ------- |
| 1    | Griechenland       | 6      | 277-222 |
| 2    | Bulgarien          | 5      | 253-249 |
| 3    | Russland           | 4      | 251-277 |
| 4    | Vereinigte Staaten | 3      | 210-243 |